# Paoliella nirmalae
Paoliella nirmalae är en insektsart. Paoliella nirmalae ingår i släktet Paoliella och familjen långrörsbladlöss. Inga underarter finns listade i Catalogue of Life.